# Psychotria hendersoniana
Psychotria hendersoniana är en måreväxtart som beskrevs av William Grant Craib. Psychotria hendersoniana ingår i släktet Psychotria och familjen måreväxter. Inga underarter finns listade i Catalogue of Life.